# داب الشجر الأوراسي
داب الشجر الأوراسي أو داب الشجر المألوف (الاسم العلمي: Certhia familiaris) هو جاثم صغير ذو منقار مقوس، والأجزاء العُلوية بُنية، والسُفلية بيضاء، وريش الذيل طويل وصلب يساعده على الزحف على جذوع الأشجار. يمكن تمييزه عن داب الشجر قصير الأصابع، والذي يتقاسم معه الكثير من نطاقه في الأوروبا عبر التغريد المُختلف.

## نبذة
يحتوي طائر الشجر الأوراسي على تسعة أو أكثر من الأنواع الفرعية التي تتكاثر في أجزاء مختلفة من مداها في منطقة بالياركتيك. تم العثور على هذا النوع في الأراضي الحرجية من جميع الأنواع، ولكن عندما تتداخل مع الزاحف ذو اصابع قصيره في أوروبا الغربية، فمن المرجح أن توجد في الغابات الصنوبرية أو مناطق اعلى. تعيش في شقوق الأشجار أو خلف رقائق اللحاء. تضع الأنثى عادة خمسة أو ستة بيضات بيضاء منقطه باللون الوردي في العش المبطن، لكن البيض والكتاكيت معرضة للهجوم من نقار الخشب والثدييات، بما في ذلك السناجب.
طائر الشجر الأوراسي يتسلق الأشجار مثل الفأر للبحث عن الحشرات التي تنتقيها من الشقوق في اللحاء بمنقارها، ثم يطير إلى قاعدة شجرة أخرى برحلة غير منتظمة مميزة. هو طائر منعزل في الشتاء، لكنه قد يشكل سبات جماعي في الطقس البارد.

## وصف

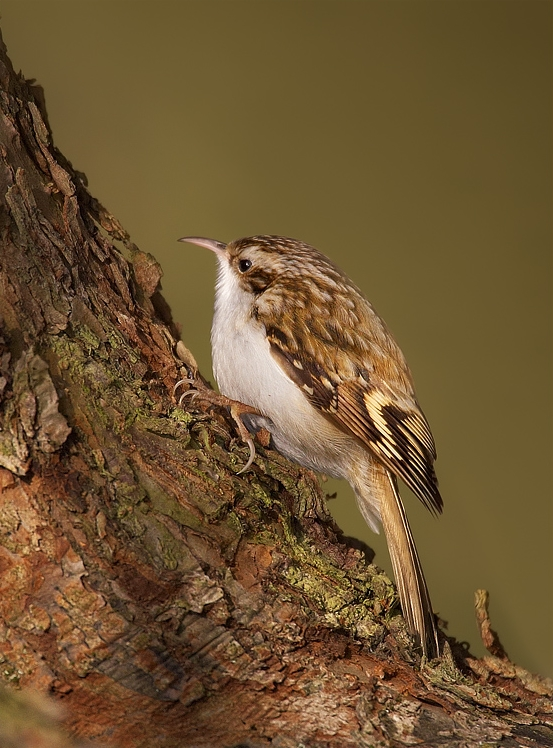
متسلق أوراسي يتسلق شجرة متكئًا على ذيله

جميع الزواحف هي طيور صغيرة ذات أجزاء علوية بنية مخططة ومنقطع، وأجزاء سفلية حمراء اللون. لديهم منقار طويلة منقوشة، وريش ذيل طويل للدعم أثناء تسللهم إلى جذوع الأشجار بحثًا عن الحشرات.
الزاحف الشجر الأوراسي طوله 12.5 سنتيمتر (4.9 بوصة) ويزن 7.0 – 12.9 جم (0.25 – 0.46 أوقية). الأجزاء العلوية بنية دافئة منقوشة بشكل معقد بالأسود والبرتقالي والأبيض وذيل بني. بطنها وجانبيها وفتحة التهوية مشوبة بالبرتقالي. الجنسان متشابهان مع اختلاف الأجزاء العلوية لليافع أغمق، والأجزاء السفلية بيضاء باهتة مع وجود بقع غامقه على الأجنحة.
يمتلك صوت نداءات هادئه ورفيعة وعالية النبرة، ولكن المكالمة الأكثر تميزًا هي نداء tsree ، بجودة اهتزازية، تتكرر كسلسلة من الملاحظات. تبدأ أغنية الذكر بـ srrih, srrih متبوعة ببعض الملاحظات على Twitter ، وتموج تنازلي أطول، وصفارة تسقط ثم ترتفع.
يتداخل نطاق الزاحف الشجري الأوراسي مع العديد من الزواحف الشجرية الأخرى، التي تقدم مشاكل تحديد الهوية المحلية. في أوروبا، يشترك الزاحف الشجري الأوروبي الآسيوي في الكثير من نطاقه مع الزاحف الشجري ذو اصابع قصيره. فهي أكثر بياضًا في الأسفل، وأكثر دفئًا وأكثر رصدًا في الأعلى، وحاجبها أفتح ومن أقصر. قد يكون التعرف البصري، مستحيلًا بالنسبة للطيور ذات العلامات الضعيفة. عادة ما يمكن التعرف على الغناء المتسلق، حيث أن قصير الأصابع لديه سلسلة من النغمات المتباعدة بشكل متساوٍ وهي مختلفة تمامًا عن أغنية الزاحف الأوراسي
ثلاثة أنواع فرعية من الهيمالايا من الزاحف الأوراسي يُمنح الآن في بعض الأحيان حالة الأنواع الكاملة مثل زاحف هودجسون، إذا تم الاحتفاظ بها كأنواع فرعية من أوراسيا، فيجب تمييزها عن ثلاثة أنواع أخرى من الزاحف في جنوب آسيا. يميزه الذيل البسيط للزاحف الشجاع الأوراسي عن الزاحف الشجري ذي الذيل الشريطي، والذي يتميز بنمط ذيل مضلع مميز، وحلقه الأبيض هو اختلاف واضح عن الزاحف ذو الحلق البني.
لم يتم تسجيل الزاحف البني في أمريكا الشمالية، ولكن سيكون من الصعب تحديد متشرد الخريف، ودعوة الأنواع الأمريكية تشبه إلى نداء الزاحف الأوراسي. في المظهر، الزاحف البني يشبه الأصابع القصيرة أكثر من الأوراسي، لكن المتشرد قد لا يزال غير قادر على التعرف على وجه اليقين نظرًا لأوجه التشابه بين الأنواع.

## التصنيف

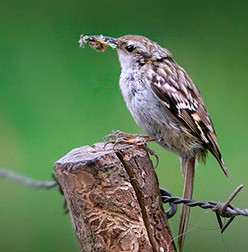
الزاحف قصير الأصابع ، نوع من الارتباك في أوروبا

وصف الزاحف الشجر الأوراسي لأول مرة تحت اسمه العلمي بواسطة لينيوس في Systema naturae في عام 1758. الاسم ذو الحدين مشتق من اليونانية القديمة kerthios ، طائر صغير يسكن الأشجار وصفه أرسطو، ومألوف لاتيني.
هذا النوع هو واحد من مجموعة متشابهة جدًا. ثمانية أنواع معترف بها حاليًا، في سلالتين تطوريتين: إشعاع هولاركتيكا، ومجموعة جنوبي آسيا. المجموعه الأولى لديها أغنية أكثر sreeh ، تمتلك الأنواع في المجموعة الجنوبية sreeh أسرع وتيرة بدون صوت هائج. جميع الأنواع لها أصوات مميزة وقد تم رفع بعض الأنواع الفرعية إلى الأنواع بناءً على دعواتها.
ينتمي طائر الشجر الأوراسي إلى المجموعة الشمالية، مع الزاحف البني في أمريكا الشمالية، C. americana ، الزاحف قصير الأصابع، C. brachydactyla ، من غرب أوراسيا، وإذا كان يعتبر نوعًا منفصلاً، فإن الزاحف الشجر Hodgson's treecreeper ، C.
يُنظر إلى الزاحف البني في بعض الأحيان على أنه نوع فرعي من الزاحف الأوراسي، ولكن له صلات أقرب إلى الزاحف الشجري قصير الأصابع، الزاحف الشجري لـ Hodgson هو تقسيم مقترح حديثًا بعد دراسات تسلسل السيتوكروم <i id="mwcA">ب</i> mtDNA وهيكل الأغنية التي تشير إلى أنه قد يكون نوعًا متميزًا عن C.
هناك تسعة إلى اثني عشر نوعًا فرعيًا من الزاحف الأوراسي، وكلها متشابهة جدًا وغالبًا ما تتكاثر في المناطق التي تتداخل فيها نطاقاتها. تصبح الأنواع الفرعية أكثر رمادية في الأعلى والأكثر بياضًا في الأسفل، لكن هذا الاتجاه ينعكس شرق نهر أمور. الأنواع الفرعية المعترف بها حاليًا هي كما يلي:
| نوع فرعي        | يشتمل على                                                                       | ملاحظات                                                                                        |
| --------------- | ------------------------------------------------------------------------------- | ---------------------------------------------------------------------------------------------- |
| ج. بريتانيكا    | بريطانيا العظمى وايرلندا                                                        | تم منح الزاحف الشجاع الأيرلندي، الأغمق قليلاً من الزاحف البريطاني، في بعض الأحيان وضعًا غير محدد |
| ج. ماكروداكتيلا | أوروبا الغربية                                                                  | شحوب أعلى وأسفل من C. f. بريتانيكا                                                             |
| ج. كورسا        | كورسيكا                                                                         | الأجزاء السفلية ذات اللون البني الفاتح والأجزاء العلوية أكثر تباينًا من C. f. ماكروداكتيلا      |
| ج. مألوف        | الدول الاسكندنافية وأوروبا الشرقية من الشرق إلى غرب سيبيريا                     | رشح سلالات. أكثر شحوبًا من C. f. macrodactyla ، الأجزاء السفلية البيضاء                         |
| ج. دوريكا       | شرق سيبيريا، شمال منغوليا                                                       | شحوب ورمادي من السلالات المرشحة                                                                |
| ج. أورينتاليس   | حوض أمور، شمال شرق الصين، كوريا، هوكايدو، اليابان                               | على غرار الترشيح، ولكن مع وجود خطوط أقوى أعلاه                                                 |
| ج. جابونيكا     | اليابان جنوب هوكايدو                                                            | أغمق وأكثر حمرة من C. f. دوريكا                                                                |
| ج. بيرسيكا      | شبه جزيرة القرم وتركيا شرقا إلى شمال إيران                                      | باهتة وأقل بردًا من نموذج الترشيح                                                               |
| ج. تيانتشانيكا  | شمال غرب الصين والمناطق المجاورة لاتحاد الجمهوريات الاشتراكية السوفياتية السابق | شاحب وأكثر حمرة من الأنواع الفرعية المرشحة                                                     |
| ج. هودجسوني     | جبال الهيمالايا الغربية، كشمير                                                  | غالبًا ما يُعامل كنوع كامل، الزاحف الشجري لهودجسون، C. hodgsonii.                                |
| ج. مانديلي      | جبال الهيمالايا الشرقية في الهند ونيبال                                         | غالبًا ما يتم التعامل معها الآن على أنها نوع فرعي من زاحف هودجسون                               |
| ج. خمنسيس       | الصين، سيتشوان                                                                  | غالبًا ما يتم التعامل معها الآن على أنها نوع فرعي من زاحف هودجسون                               |

## توزيع والسكن

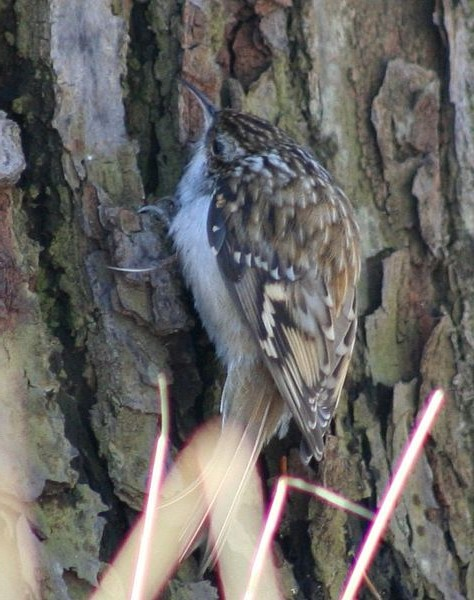
يتغذى طائر أوروبا الوسطى على جذع

الزاحف الشجري الأوراسي هو الأكثر انتشارًا، حيث يتكاثر في الغابات المعتدلة من أيرلندا إلى اليابان، حيث تشترك في مجموعتها مع الزاحف الشجري قصير الأصابع، تميل إلى أن توجد بشكل رئيسي في الغابات الصنوبرية، وخاصة التنوب والتنوب. ومع ذلك، حيث يكون الزاحف الوحيد، كما هو الحال في روسيا الأوروبية، أو الجزر البريطانية، فإنه يتردد على الغابات عريضة الأوراق أو المختلطة مفضلاً الصنوبريات. توجد أيضًا في المنتزهات والحدائق الكبيرة.
يتكاثر طائر الشجر الأوراسي حتى مستوى سطح البحر في شمال نطاقه، ولكنه يميل إلى أن يكون من أنواع المرتفعات في الجنوب. يتكاثر في جبال البيرينيه فوق 1,370متر في الصين 2,100 وفي جنوب اليابان من 1,065–2,135 متر (3,494–7,005 قدم)تتساوى درجات الحرارة في مناطق التكاثر في يوليو – 14-16 درجة مئوية و 23–24 °م (73–75 °ف) – 72-73 درجة
طائر الشجر الأوراسي غير مهاجر في الغرب المعتدل وجنوب نطاق تكاثره، لكن بعض الطيور الشمالية تتحرك جنوبًا في الشتاء، وقد ينزل الأفراد الذين يتكاثرون على الجبال إلى ارتفاع منخفض. قد تؤدي الحركات الشتوية بعد التكاثر إلى التشرد خارج النطاق الطبيعي. وتم تسجيل النموذج المرشح غرب نطاق تكاثره حتى أوركني، اسكتلندا. كما حدث الزاحف الشجري الأوراسي كمتشرد إلى جزر القنال (حيث الأصابع القصيرة هي الأنواع المقيمة) ومايوركا وجزر فارو.

## علم البيئة والسلوك

### تربية

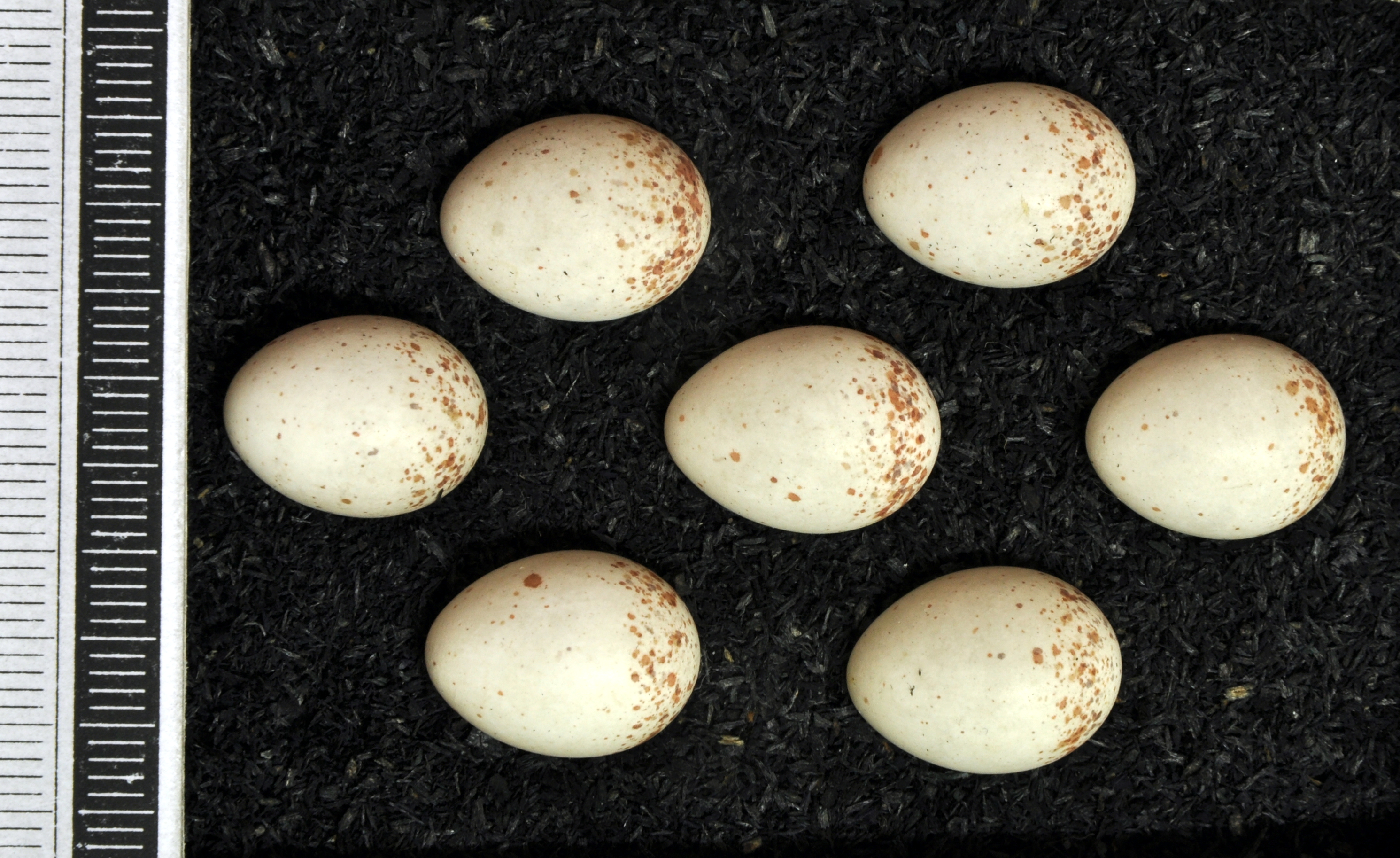
بيض ، متحف مجموعة فيسبادن

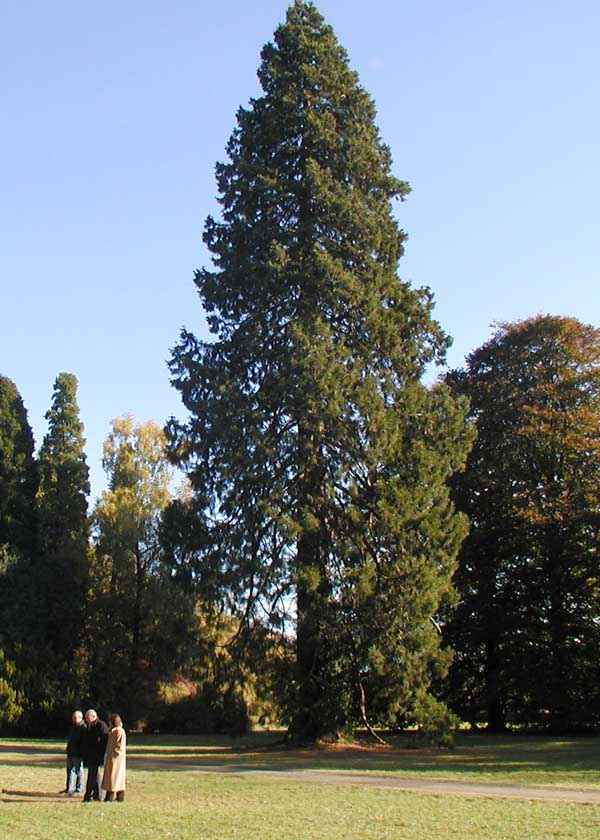
تعتبر الأخشاب الحمراء المُدخلة هي أشجار التعشيش المفضلة عند وجودها.

يتكاثر الزاحف الشجري الأوراسي من سن عام واحد، ويعشش في شقوق الأشجار، حيثما كان موجودًا، فإن السيكويا العملاقة التي تم تقديمها في أمريكا الشمالية هي شجرة التعشيش المفضلة، حيث يمكن تجويف العش بسهولة في لحائه الناعم. ويمكن تفضيل صناديق العش الاصطناعية أو اللوحات في الغابات الصنوبرية.يحتوي العش على قاعدة من الأغصان أو العشب أو اللحاء، وبطانة من مادة أنعم مثل الريش أو الصوف أو الطحالب أو الأشنة أو شبكة العنكبوت.
في أوروبا، يتم وضع المخلب النموذجي المكون من خمس بيضات بين مارس ويونيو، ولكن في اليابان يتم وضع ثلاث بيضات من مايو إلى يوليو.يتحول لونه إلى بياض مع وجود بقع وردية رفيعة جدًا بشكل أساسي عند الطرف العريض، ويزن 1.2 غرام (0.042 أونصة) منها 6٪ قشرة. تحتضن الأنثى البيض بمفردها لمدة 13-17 أيام حتى تفقس الكتاكيت الناعمة المرتفعة؛ ثم يتم إطعامهم من قبل كلا الوالدين، ولكن تحضنها الأنثى وحدها لمدة 15-17 أيام للظهور. يعود الأحداث إلى العش لبضع ليالٍ بعد نموهم. حوالي 20٪ من الأزواج، خاصة في الجنوب والغرب، تربي حضنة ثانية.
تشمل الحيوانات المفترسة لأعشاش الزاحف نقار الخشب الكبير المرقط، والسنجاب الأحمر، والحيوانات الصغيرة، والافتراس أعلى بثلاث مرات في المناظر الطبيعية منه في الكتل الصلبة من الغابات (32.4٪ مقابل 12.0٪ في الغابات الأقل تجزئة). يزداد معدل الافتراس مع مقدار حافة الغابة القريبة من موقع العش، على الأرجح بسبب درجة أعلى من الافتراس. يتم تطفل هذا النوع في العش عن طريق برغوث المورين، Dasypsyllus gallinulae . العمر النموذجي هو سنتان، لكن الحد الأقصى للعمر المسجل هو ثمانية سنوات وعشر الشهور.

### تغذية

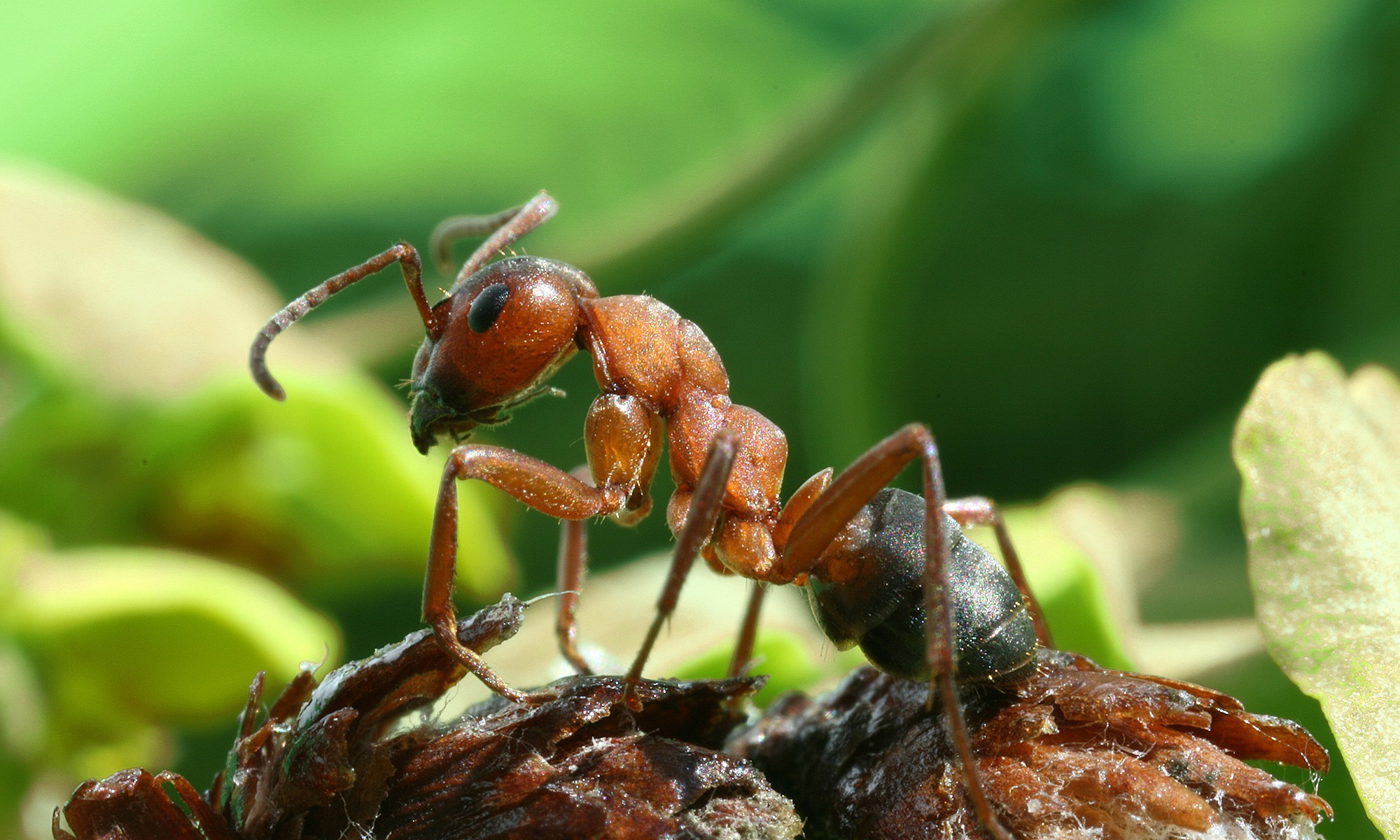
فورميكا روفا ، منافس للفريسة المفصلية

يبحث طائر الشجر الأوراسي عادةً عن طعام لافقاري على جذوع الأشجار، بدءًا من قاعدة الشجرة، على عكس خندق البندق، فإنه لا ينزل على رأس الأشجار، ولكنه يطير إلى قاعدة شجرة أخرى قريبة. تستخدم منقارها الطويل لاستخراج الحشرات من الشقوق الموجودة في اللحاء. فإنها تصطاد أحيانًا عناصر الفرائس على الجدران أو الأرض العارية أو بين إبر الصنوبر الساقطة، وقد تضيف بعض بذور الصنوبر إلى نظامها الغذائي في الأشهر الباردة.
تتغذى أنثى طائر الشجر الأوراسي على الأجزاء العلوية من جذوع الأشجار، بينما يستخدم الذكر الأجزاء السفلية. وجدت دراسة في فنلندا أنه في حالة اختفاء الذكر، فإن الأنثى غير المتزوجة ستغذي على ارتفاعات منخفضة، لديها نوبات بحث عن الطعام أقصر من الأنثى المزدوجة.
قد ينضم هذا الطائر إلى أسراب تغذية مختلطة الأنواع في فصل الشتاء، ولكن لا يبدو أنه يشارك الموارد التي تم العثور عليها من خلال مصاحبة الثدي و الستائر الذهبيه، وقد يستفيد من اليقظة الزائدة للقطيع. يشترك نمل الخشب في نفس موطن الزاحف الشجري، ويتغذى أيضًا على اللافقاريات على جذوع الأشجار. وجد الباحثون الفنلنديون أنه في الأماكن التي كان النمل يبحث فيها عن الطعام، يوجد عدد أقل من المفصليات.

### عادات

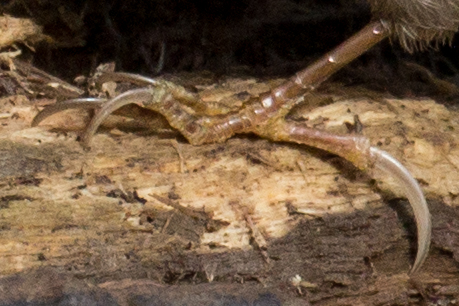
تسمح مخالب الزاحف بالتعلق بالجذوع والفروع.

كطائر غابة صغير، يمكن التغاضي بسهولة عن طائر الشجر الأوراسي لأنه يقفز لأعلى جذعًا رأسيًا، ويتقدم في قفزات قصيرة، باستخدام ذيله الصلب وأقدامه المبعثرة على نطاق واسع كدعم، فهي ليست حذرة . لديها رحلة مميزة غير منتظمة، بالتناوب بين دقات الجناح الشبيهة بالفراشة مع الانزلاق الجانبي والسقوط. قد تطير الطيور المهاجرة ليلاً أو نهارًا، ولكن عادة ما يتم إخفاء مدى تحركاتها من قبل السكان المقيمين. إنه منعزل في الشتاء، ولكن في الطقس البارد سوف يجثم ما يصل إلى اثني عشر طائرًا أو أكثر معًا في شق محمي مناسب.

## حالة الحفظ
هذه الأنواع لديها مجموعة واسعة حوالي 10 مليون كيلومتر مربع. عدد سكانها كبير، مليون فرد في أوروبا وحدها، ولكن لا يُعتقد أن الأنواع تقترب من عتبات معيار انخفاض عدد السكان في القائمة الحمراء للاتحاد الدولي لحفظ الطبيعة (IUCN) (انخفضت بأكثر من 30 ٪ في عشر سنوات أو ثلاثة أجيال). لهذه الأسباب ، تم تقييم النوع على أنه الأقل قلقًا.
إنه شائع في كثير ، ولكنه نادر الحدوث في أقصى المناطق الشمالية ، لأنه عرضة لفصول الشتاء القاسية ، خاصة إذا تعطلت تغذيته بسبب التزجيج الجليدي أو هطول الأمطار المتجمدة. كما أنه غير شائع في تركيا . في الغرب ، انتشرت أوتر هبريدس في اسكتلندا ، ثم شمالًا في النرويج، وتم تربيتها في هولندا في عام 1993.

## روابط خارجية
- مقاطع الفيديو والصور والأصوات من مجموعة الطيور الأوروبية الآسيوية على مجموعة الطيور على الإنترنت.
- مقال حول تحديد الزواحف الشجرية المشتركة وقصيرة الأصابع (باللغة الألمانية مع ملخص باللغة الإنجليزية)
- معلومات وتوضيحات عن زاحف الشجرة الأوروبي من دليل ميداني لطيور أرمينيا